# Isabel (kleur)

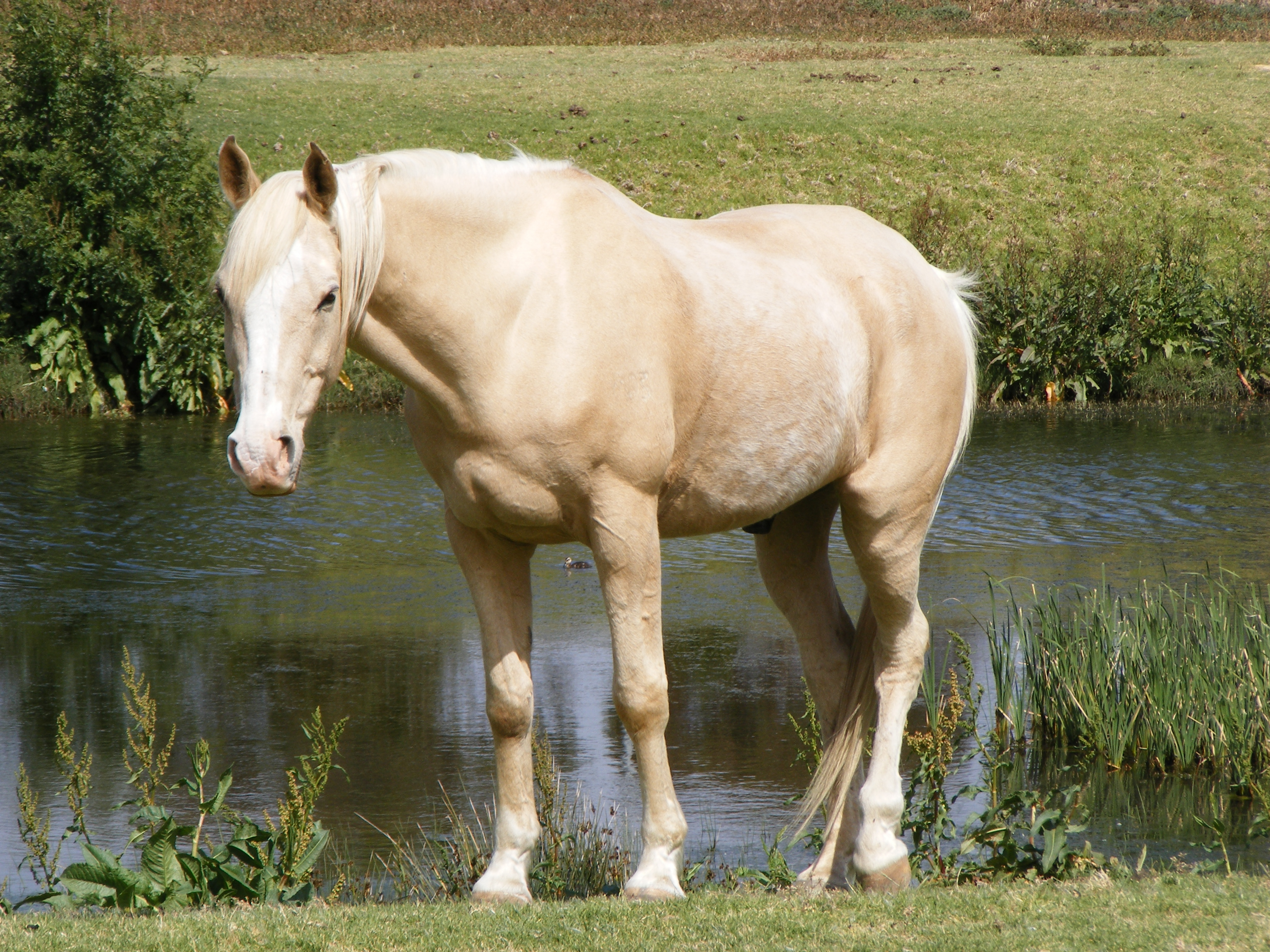
een isabelkleurig paard

Isabel of izabel is een bleekgele of perkamentachtige kleur, die een mengeling is van geel en wit, waarin geel de overhand heeft.
De aanduiding met de kleur isabel wordt vooral gebruikt voor bepaalde paarden, namelijk de cremello en lichtgekleurde varianten van palominopaarden. De kleur wordt ook gebruikt voor vogels, zoals bij de Saksische kropper (een sierduif), de izabeltapuit en de izabelklauwier, maar ook bij konijnenrassen en honden.
De kleur komt voor in de wetenschappelijke naam van de slak Cypraea isabella.

## Etymologie
Volgens een legende is de vuilwitte kleur genoemd naar Isabella van Spanje (1566–1633), landvoogdes van de Zuidelijke Nederlanden. Tijdens het Beleg van Oostende in juli 1601 had zij gezworen haar hemd niet te vervangen tot de stad was ingenomen. Het beleg duurde echter drie jaar, waarna haar hemd een gelige kleur had aangenomen. Dit verhaal is echter aantoonbaar onjuist, omdat het woord isabel al voor 1601 werd gebruikt. In 1600 had koningin Elizabeth I van Engeland namelijk in haar garderobe al one rounde gowne of isabella-colour satten [...] set with silver bangles, een isabel-kleurig satijnen gewaad met zilveren ringen. 
In de Geschiedenis des vaderlands omschrijft Willem Bilderdijk de legende als volgt:
"De Infante Isabella had een gelofte gedaan, van geen schoon hemd te zullen aandoen, alvorens Oostende zou overmeesterd zijn. Toen het beleg daarna nog een of twee jaar duurde, en dat belegerings-hemd haar eindelijk van 't lijf kwam, was het geheel gekleurd tot die nuance van geel, waaraan toen, tot vleiende gedachtenis van het standvastig opzet dier Vorstin, die naam gegeven werd, en sedertdien zo gebleven is."
Karel Jonckheere omschreef de eed van Isabella richting haar echtgenoot als volgt:
"Ik trek mijn hemd niet uit
eer ge Oostende hebt ingenomen."
Dezelfde legende wordt verteld over Isabella I van Castilië (1451–1504) die tijdens het beleg van Granada dezelfde eed over haar ondergoed aflegde. Dat beleg duurde negen maanden. Haar kleed wordt sindsdien als relikwie bewaard. Dit is een waarschijnlijker bron van de naam van de kleur, als de legende al waar is.
De naam zou ook afgeleid kunnen zijn van het Arabische woord izah, dat leeuw, of leeuwkleurig betekent.